# Saint-Cyr-sur-le-Rhône
Saint-Cyr-sur-le-Rhône – miejscowość i gmina we Francji, w regionie Owernia-Rodan-Alpy, w departamencie Rodan.
Według danych na rok 1990 gminę zamieszkiwało 818 osób, a gęstość zaludnienia wynosiła 136 osób/km² (wśród 2880 gmin regionu Rodan-Alpy Saint-Cyr-sur-le-Rhône plasuje się na 893. miejscu pod względem liczby ludności, natomiast pod względem powierzchni na miejscu 1436.).